# João Baptista Mascarenhas de Morais
João Baptista Mascarenhas de Morais (ur. 13 listopada 1883 w São Gabriel, zm. 17 września 1968 w Rio de Janeiro) – brazylijski wojskowy, marszałek polny, dowódca Brazylijskiego Korpusu Ekspedycyjnego, jedynej południowoamerykańskiej jednostki wojskowej wysłanej do Europy podczas II wojny światowej.